# 紅斑脈蛺蝶
紅斑脈蛺蝶（学名：Hestina assimilis），又名紅環蛺蝶、黑脈蛺蝶、紅星斑蛺蝶、紅星斑挾蝶、紅星胡麻斑蛺蝶、紅珠蛺蝶、紅星擬斑蛺蝶、紅星脈蛺蝶，为蛺蝶科脈蛺蝶屬下的一个种。其种加词“assimilis”意为“相似的”。

## 描述
本種雌雄外觀相似，屬中型蛺蝶。

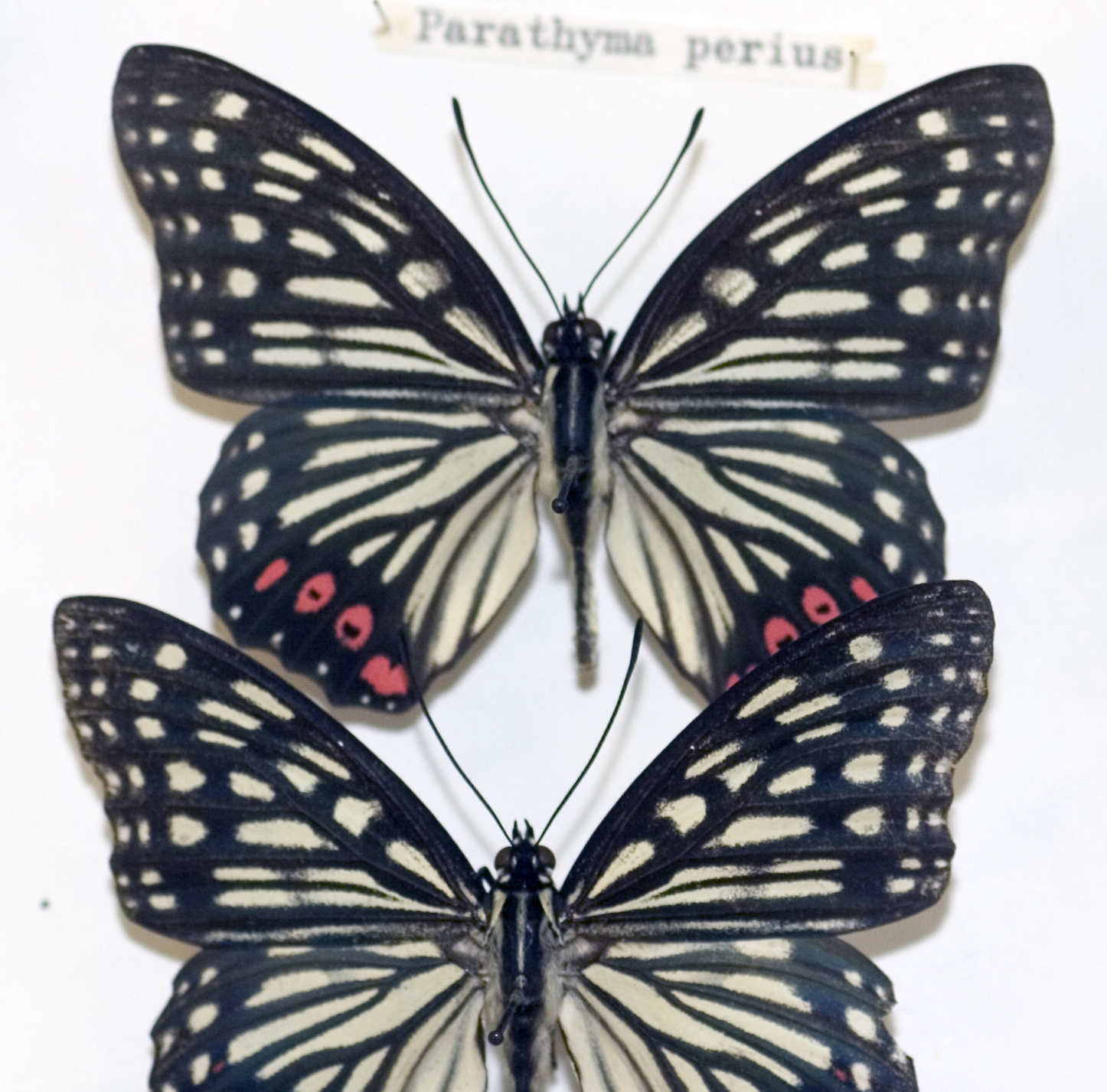

體色以黑褐為主，頭部灰白，口吻橙褐色，下唇鬚黑褐，基部帶白斑。胸部背面褐色，中央有白色模糊條紋，腹面綴白斑。足褐色，具白色條紋，前足雄蝶為癒合刺狀，雌蝶則分節、有爪。腹部背褐腹白，背有兩道黑線。
前翅長36-48 mm，近三角形，外緣略凸；後翅葉狀，外緣波狀且臀部內凹。翅背黑褐底，帶淡青或泛綠黃條紋與斑點，後翅有紅色斑列。翅腹面紋路與背面相似。緣毛黑褐色。

## 分布
本種分布於朝鮮半島、中國東南、越南北部、台灣、奄美大島。台灣地區分布於中、低海拔地區，金門、馬祖另有指名亞種分布（H. a. assimilis）。

## 生態習性
本種幼蟲以朴樹科植物石朴、朴樹等為食，一年多世代，冬季時幼蟲會休眠度冬。

## 異名
- Papilio assimilis Linnaeus, 1758
- Hestina mena Moore, 1858
- Diadema mena Butler, 1865
- Hestina nigrivena Leech, 1890

## 資料來源
1. ↑  徐堉峰，梁家源，黃智偉，沈宗諭. . 農業部林業及自然保育署. 2021/12. ISBN 9786267100523.
2. ↑  徐堉峰. . 台中市: 晨星出版社. 2013. ISBN 978-986-177-668-2.

## 外部連結
- 维基共享资源上的相關多媒體資源：紅斑脈蛺蝶